# 都道府県別市町村合併一覧
都道府県別市町村合併一覧 （とどうふけんべつしちょうそんがっぺいいちらん）では、日本における1990年以降の都道府県別の市町村合併の一覧を掲載する。

## 北海道
市町村数212（32市156町24村）→179（35市129町15村）
2004年12月1日
- 函館市+亀田郡戸井町+恵山町+椴法華村+茅部郡南茅部町=函館市（編入）

2005年4月1日
- 茅部郡砂原町+森町=茅部郡森町（新設）

2005年9月1日 
- 士別市+上川郡朝日町=士別市（新設）
- 久遠郡大成町+瀬棚郡瀬棚町+北檜山町=久遠郡せたな町（新設）

2005年10月1日
- 石狩市+厚田郡厚田村+浜益郡浜益村=石狩市（編入）
- 山越郡八雲町+爾志郡熊石町=二海郡（新設）八雲町（新設）
- 紋別郡生田原町+遠軽町+丸瀬布町+白滝村=紋別郡遠軽町（新設）

2005年10月11日
- 釧路市+阿寒郡阿寒町+白糠郡音別町=釧路市（新設）

2006年2月1日
- 上磯郡上磯町+亀田郡大野町=北斗市（新設/市制）

2006年2月6日
- 広尾郡忠類村+中川郡幕別町=幕別町（編入）

2006年3月1日
- 伊達市+有珠郡大滝村=伊達市（編入）
- 沙流郡日高町+門別町=沙流郡日高町（新設）

2006年3月5日
- 北見市+常呂郡端野町+留辺蘂町+常呂町=北見市（新設）

2006年3月20日
- 枝幸郡枝幸町+歌登町=枝幸郡枝幸町（新設）

2006年3月27日
- 岩見沢市+空知郡北村+栗沢町=岩見沢市（編入）
- 名寄市+上川郡風連町=名寄市（新設）
- 虻田郡虻田町+洞爺村=虻田郡洞爺湖町（新設）
- 勇払郡早来町+追分町=勇払郡安平町（新設）
- 勇払郡鵡川町+穂別町=勇払郡むかわ町（新設）

2006年3月31日
- 網走郡東藻琴村+女満別町=網走郡大空町（新設）
- 静内郡静内町+三石郡三石町=日高郡（新設）新ひだか町（新設）

2009年10月5日
- 紋別郡上湧別町+湧別町=紋別郡湧別町（新設）

## 東北地方

### 青森県

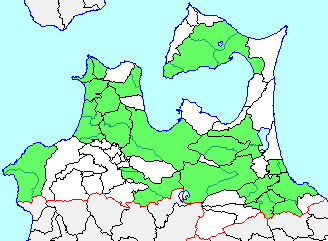
青森県

市町村数67（8市34町25村）→40（10市22町8村）
2004年7月1日
- 三戸郡五戸町+倉石村=三戸郡五戸町（編入）

2005年1月1日
- 十和田市+上北郡十和田湖町=十和田市（新設）

2005年2月11日
- 西津軽郡木造町+森田村+柏村+稲垣村+車力村=つがる市（新設/市制）

2005年3月14日
- むつ市+下北郡川内町+大畑町+脇野沢村=むつ市（編入）

2005年3月28日
- 五所川原市+北津軽郡金木町+市浦村=五所川原市（新設）
- 東津軽郡蟹田町+平舘村+三厩村=東津軽郡外ヶ浜町（新設）
- 南津軽郡藤崎町+常盤村=南津軽郡藤崎町（新設）
- 北津軽郡中里町+小泊村=北津軽郡中泊町（新設）

2005年3月31日
- 八戸市+三戸郡南郷村=八戸市（編入）
- 西津軽郡深浦町+岩崎村=西津軽郡深浦町（新設）
- 上北郡七戸町+天間林村=上北郡七戸町（新設）
- 上北郡上北町+東北町=上北郡東北町（新設）

2005年4月1日
- 青森市+南津軽郡浪岡町=青森市（新設）

2006年1月1日
- 南津軽郡尾上町+平賀町+碇ヶ関村=平川市（新設/市制）
- 三戸郡名川町+南部町+福地村=三戸郡南部町（新設）

2006年2月27日
- 弘前市+中津軽郡岩木町+相馬村=弘前市（新設）

2006年3月1日
- 上北郡百石町+下田町=上北郡おいらせ町（新設）

### 岩手県
市町村数59（13市30町16村）→33（14市15町4村）
1991年4月1日
- 北上市+和賀郡和賀町+江釣子村=北上市（新設）

1992年4月1日
- 盛岡市+紫波郡都南村=盛岡市（編入）

2001年11月15日
- 大船渡市+気仙郡三陸町=大船渡市（編入）

2005年6月6日
- 宮古市+下閉伊郡田老町+新里村=宮古市（新設）

2005年9月1日 
- 岩手郡西根町+松尾村+安代町=八幡平市（新設/市制）

2005年9月20日
- 一関市+西磐井郡花泉町+東磐井郡大東町+千厩町+東山町+室根村+川崎村=一関市（新設）

2005年10月1日
- 遠野市+上閉伊郡宮守村=遠野市（新設）

2005年11月1日
- 和賀郡湯田町+沢内村=和賀郡西和賀町（新設）

2006年1月1日
- 花巻市+稗貫郡大迫町+石鳥谷町+和賀郡東和町=花巻市（新設）
- 二戸市+二戸郡浄法寺町=二戸市（新設）
- 九戸郡種市町+大野村=九戸郡洋野町（新設）

2006年1月10日
- 盛岡市+岩手郡玉山村=盛岡市（編入）

2006年2月20日
- 水沢市+江刺市+胆沢郡前沢町+胆沢町+衣川村=奥州市（新設）

2006年3月6日
- 久慈市+九戸郡山形村=久慈市（新設）

2010年1月1日
- 宮古市+下閉伊郡川井村=宮古市（編入）

2011年9月26日
- 一関市+東磐井郡藤沢町=一関市（編入）

### 宮城県
市町村数71（10市59町2村）→35（13市21町1村）
2003年4月1日
- 加美郡中新田町+小野田町+宮崎町=加美郡加美町（新設）

2005年4月1日
- 石巻市+桃生郡河北町+雄勝町+河南町+桃生町+北上町+牡鹿郡牡鹿町=石巻市（新設）
- 登米郡迫町+登米町+東和町+中田町+豊里町+米山町+石越町+南方町+本吉郡津山町=登米市（新設/市制）
- 栗原郡築館町+若柳町+栗駒町+高清水町+一迫町+瀬峰町+鴬沢町+金成町+志波姫町+花山村=栗原市（新設/市制）
- 桃生郡矢本町+鳴瀬町=東松島市（新設/市制）

2005年10月1日
- 本吉郡志津川町+歌津町=本吉郡南三陸町（新設）

2006年1月1日
- 遠田郡小牛田町+南郷町=遠田郡美里町（新設）

2006年3月31日
- 気仙沼市+本吉郡唐桑町=気仙沼市（新設）
- 古川市+志田郡松山町+三本木町+鹿島台町+玉造郡岩出山町+鳴子町+遠田郡田尻町=大崎市（新設）

2009年9月1日
- 気仙沼市+本吉郡本吉町=気仙沼市（編入）

### 秋田県

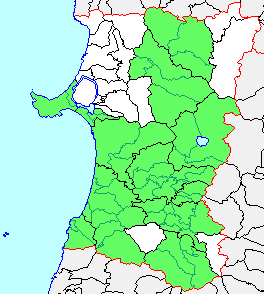
秋田県

市町村数69（9市50町10村）→25（13市9町3村）
2004年11月1日
- 仙北郡六郷町+千畑町+仙南村=仙北郡美郷町（新設）

2005年1月11日
- 秋田市+河辺郡河辺町+雄和町=秋田市（編入）

2005年3月22日
- 男鹿市+南秋田郡若美町=男鹿市（新設）
- 湯沢市+雄勝郡稲川町+雄勝町+皆瀬村=湯沢市（新設）
- 本荘市+由利郡矢島町+岩城町+由利町+西目町+鳥海町+東由利町+大内町=由利本荘市（新設）
- 南秋田郡昭和町+飯田川町+天王町=潟上市（新設/市制）
- 大曲市+仙北郡神岡町+西仙北町+中仙町+協和町+南外村+仙北町+太田町=大仙市（新設）
- 北秋田郡鷹巣町+森吉町+阿仁町+合川町=北秋田市（新設/市制）

2005年6月20日
- 大館市+北秋田郡比内町+田代町=大館市（編入）

2005年9月20日
- 仙北郡角館町+田沢湖町+西木村=仙北市（新設/市制）

2005年10月1日
- 横手市+平鹿郡増田町+平鹿町+雄物川町+大森町+十文字町+山内村+大雄村=横手市（新設）
- 由利郡仁賀保町+金浦町+象潟町=にかほ市（新設/市制）

2006年3月20日
- 山本郡琴丘町+山本町+八竜町=山本郡三種町（新設）

2006年3月21日
- 能代市+山本郡二ツ井町=能代市（新設）

2006年3月27日
- 山本郡八森町+峰浜村=山本郡八峰町（新設）

### 山形県

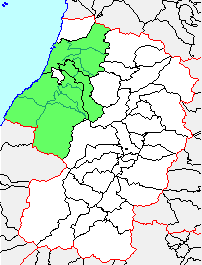
山形県

市町村数44（13市27町4村）→35（13市19町3村）
2005年7月1日 
- 東田川郡立川町+余目町=東田川郡庄内町（新設）

2005年10月1日
- 鶴岡市+東田川郡藤島町+羽黒町+櫛引町+朝日村+西田川郡温海町=鶴岡市（新設）

2005年11月1日
- 酒田市+飽海郡八幡町+松山町+平田町=酒田市（新設）

### 福島県
市町村数90（10市52町28村）→59（13市31町15村）
2004年11月1日
- 会津若松市+北会津郡北会津村=会津若松市（編入）

2005年3月1日
- 田村郡滝根町+大越町+都路村+常葉町+船引町=田村市（新設/市制）

2005年4月1日
- 須賀川市+岩瀬郡長沼町+岩瀬村=須賀川市（編入）

2005年10月1日
- 大沼郡会津高田町+会津本郷町+新鶴村=大沼郡会津美里町（新設）

2005年11月1日
- 会津若松市+河沼郡河東町=会津若松市（編入）

2005年11月7日
- 白河市+西白河郡表郷村+東村+大信村=白河市（新設）

2005年12月1日
- 二本松市+安達郡安達町+岩代町+東和町=二本松市（新設）

2006年1月1日
- 原町市+相馬郡鹿島町+小高町=南相馬市（新設）
- 伊達郡伊達町+梁川町+保原町+霊山町+月舘町=伊達市（新設/市制）

2006年1月4日
- 喜多方市+耶麻郡熱塩加納村+塩川町+山都町+高郷村=喜多方市（新設）

2006年3月20日
- 南会津郡田島町+舘岩村+伊南村+南郷村=南会津郡南会津町（新設）

2007年1月1日
- 安達郡本宮町+白沢村=本宮市（新設/市制）

2008年7月1日
- 福島市+伊達郡飯野町=福島市（編入）

## 関東地方

### 茨城県
市町村数88（20市41町27村）→44（32市10町2村）
1992年3月3日
- 水戸市+東茨城郡常澄村=水戸市（編入）

1994年11月1日
- 那珂湊市+勝田市=ひたちなか市（新設）

1995年9月1日
- 鹿島郡大野村+鹿島町=鹿嶋市（編入/改称/市制）

2001年4月1日
- 行方郡牛堀町+潮来町=潮来市（編入/市制）

2002年11月1日
- つくば市+稲敷郡茎崎町=つくば市（編入）

2004年10月16日
- 東茨城郡御前山村+那珂郡大宮町+山方町+美和村+緒川村=常陸大宮市（編入/改称/市制）

2004年11月1日
- 日立市+多賀郡十王町=日立市（編入）

2004年12月1日
- 常陸太田市+久慈郡金砂郷町+水府村+里美村=常陸太田市（編入）

2005年1月21日
- 那珂郡那珂町+瓜連町=那珂市（編入/市制）

2005年2月1日
- 水戸市+東茨城郡内原町=水戸市（編入）
- 東茨城郡常北町+桂村+西茨城郡七会村=東茨城郡城里町（新設）

2005年3月22日
- 岩井市+猿島郡猿島町=坂東市（新設）
- 稲敷郡江戸崎町+新利根町+桜川村+東町=稲敷市（新設/市制）

2005年3月28日
- 取手市+北相馬郡藤代町=取手市（編入）
- 下館市+真壁郡関城町+明野町+協和町=筑西市（新設）
- 新治郡霞ヶ浦町+千代田町=かすみがうら市（新設/市制）

2005年8月1日
- 鹿島郡神栖町+波崎町=神栖市（編入/市制）

2005年9月2日
- 行方郡麻生町+北浦町+玉造町=行方市（新設/市制）

2005年9月12日
- 古河市+猿島郡総和町+三和町=古河市（新設）

2005年10月1日
- 石岡市+新治郡八郷町=石岡市（新設）
- 西茨城郡岩瀬町+真壁郡真壁町+大和村=桜川市（新設/市制）

2005年10月11日
- 鹿島郡旭村+鉾田町+大洋村=鉾田市（新設/市制）

2006年1月1日
- 下妻市+結城郡千代川村=下妻市（編入）
- 水海道市+結城郡石下町=常総市（編入/改称）

2006年2月20日
- 土浦市+新治郡新治村=土浦市（編入）

2006年3月19日
- 笠間市+西茨城郡友部町+岩間町=笠間市（新設）

2006年3月27日
- 筑波郡伊奈町+谷和原村=つくばみらい市（新設/市制）
- 東茨城郡小川町+美野里町+新治郡玉里村=小美玉市（新設/市制）

### 栃木県
市町村数49（12市33町4村）→25（14市11町0村）
2005年1月1日
- 黒磯市+那須郡西那須野町+塩原町=那須塩原市（新設）

2005年2月28日
- 佐野市+安蘇郡田沼町+葛生町=佐野市（新設）

2005年3月28日
- 塩谷郡氏家町+喜連川町=さくら市（新設/市制）

2005年10月1日
- 大田原市+那須郡湯津上村+黒羽町=大田原市（編入）
- 那須郡南那須町+烏山町=那須烏山市（新設/市制）
- 那須郡馬頭町+小川町=那須郡那珂川町（新設）

2006年1月1日
- 鹿沼市+上都賀郡粟野町=鹿沼市（編入）

2006年1月10日
- 河内郡南河内町+下都賀郡石橋町+国分寺町=下野市（新設/市制）

2006年3月20日
- 日光市+今市市+上都賀郡足尾町+塩谷郡栗山村+藤原町=日光市（新設）

2007年3月31日
- 宇都宮市+河内郡上河内町+河内町=宇都宮市（編入）

2009年3月23日
- 真岡市+芳賀郡二宮町=真岡市（編入）

2010年3月29日
- 栃木市+下都賀郡大平町+藤岡町+都賀町=栃木市（新設）

2011年10月1日
- 栃木市+上都賀郡西方町=栃木市（編入）

2014年4月5日
- 栃木市+下都賀郡岩舟町=栃木市（編入）

### 群馬県
市町村数70（11市30町29村）→35（12市15町8村）
2003年4月1日
- 多野郡万場町+中里村=多野郡神流町（新設）

2004年12月5日
- 前橋市+勢多郡大胡町+宮城村+粕川村=前橋市（編入）

2005年1月1日
- 伊勢崎市+佐波郡赤堀町+東村+境町=伊勢崎市（新設）

2005年2月13日
- 沼田市+利根郡白沢村+利根村=沼田市（編入）

2005年3月28日
- 太田市+新田郡尾島町+新田町+藪塚本町=太田市（新設）

2005年6月13日
- 桐生市+勢多郡新里村+黒保根村=桐生市（編入）

2005年10月1日
- 利根郡月夜野町+水上町+新治村=利根郡みなかみ町（新設）

2006年1月1日
- 藤岡市+多野郡鬼石町=藤岡市（編入）

2006年1月23日
- 高崎市+群馬郡倉渕村+箕郷町+群馬町+多野郡新町=高崎市（編入）

2006年2月20日
- 渋川市+勢多郡北橘村+赤城村+北群馬郡子持村+小野上村+伊香保町=渋川市（新設）

2006年3月18日
- 安中市+碓氷郡松井田町=安中市（新設）

2006年3月27日
- 富岡市+甘楽郡妙義町=富岡市（新設）
- 勢多郡東村+新田郡笠懸町+山田郡大間々町=みどり市（新設/市制）
- 吾妻郡東村+吾妻町=吾妻郡東吾妻町（新設）

2006年10月1日
- 高崎市+群馬郡榛名町=高崎市（編入）

2009年5月5日
- 前橋市+勢多郡富士見村=前橋市（編入）

2009年6月1日
- 高崎市+多野郡吉井町=高崎市（編入）

2010年3月28日
- 吾妻郡中之条町+六合村=吾妻郡中之条町（編入）

### 埼玉県
市町村数92（40市41町11村）→63（40市22町1村）
2001年5月1日
- 浦和市+大宮市+与野市=さいたま市（新設）

2005年1月1日
- 飯能市+入間郡名栗村=飯能市（編入）

2005年4月1日
- さいたま市+岩槻市=さいたま市（編入）岩槻区（新設）
- 秩父市+秩父郡吉田町+大滝村+荒川村=秩父市（新設）

2005年10月1日
- 熊谷市+大里郡大里町+妻沼町=熊谷市（新設）
- 春日部市+北葛飾郡庄和町=春日部市（新設）
- 鴻巣市+北足立郡吹上町+北埼玉郡川里町=鴻巣市（編入）
- 上福岡市+入間郡大井町=ふじみ野市（新設）
- 秩父郡小鹿野町+両神村=秩父郡小鹿野町（新設）

2006年1月1日
- 行田市+北埼玉郡南河原村=行田市（編入）
- 深谷市+大里郡岡部町+川本町+花園町=深谷市（新設）
- 児玉郡神川町+神泉村=児玉郡神川町（新設）

2006年1月10日
- 本庄市+児玉郡児玉町=本庄市（新設）

2006年2月1日
- 比企郡都幾川村+玉川村=比企郡ときがわ町（新設/町制）

2007年2月13日
- 熊谷市+大里郡江南町=熊谷市（編入）

2010年3月23日
- 加須市+北埼玉郡騎西町+北川辺町+大利根町=加須市（新設）
- 久喜市+南埼玉郡菖蒲町+北葛飾郡栗橋町+鷲宮町＝久喜市（新設）

2011年10月11日
- 川口市+鳩ヶ谷市=川口市（編入）

### 千葉県
市町村数80（28市47町5村）→54（37市16町1村）
2003年6月6日
- 野田市+東葛飾郡関宿町=野田市（編入）

2005年2月11日
- 鴨川市+安房郡天津小湊町=鴨川市（新設）

2005年3月28日
- 柏市+東葛飾郡沼南町=柏市（編入）

2005年7月1日
- 旭市+香取郡干潟町+海上郡海上町+飯岡町=旭市（新設）

2005年12月5日
- 夷隅郡夷隅町+大原町+岬町=いすみ市（新設/市制）

2006年1月23日
- 八日市場市+匝瑳郡野栄町=匝瑳市（新設）

2006年3月20日
- 安房郡富浦町+富山町+三芳村+白浜町+千倉町+丸山町+和田町=南房総市（新設/市制）

2006年3月27日
- 成田市+香取郡下総町+大栄町=成田市（編入）
- 佐原市+香取郡小見川町+山田町+栗源町=香取市（新設）
- 山武郡成東町+山武町+蓮沼村+松尾町=山武市（新設/市制）
- 匝瑳郡光町+横芝町=山武郡横芝光町（新設）

2010年3月23日
- 印西市+印旛郡印旛村+本埜村=印西市（編入）

### 東京都
市区町村数63（25市23区7町8村）→61（25市23区5町8村）
1995年9月1日
- 秋川市+西多摩郡五日市町=あきる野市（新設）

2001年1月21日
- 田無市+保谷市=西東京市（新設）

### 神奈川県
市町村数37（19市17町1村）→33（19市13町1村）
2006年3月20日
- 相模原市+津久井郡津久井町+相模湖町=相模原市（編入）

2007年3月11日
- 相模原市+津久井郡城山町+藤野町=相模原市（編入）

## 中部地方

### 新潟県

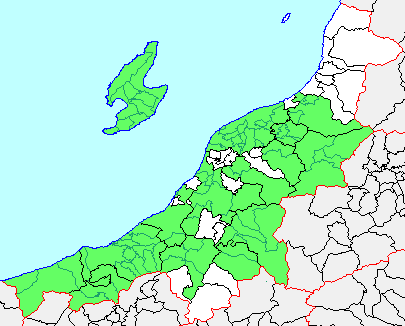
新潟県

市町村数112（20市56町36村）→30（20市6町4村）
2001年1月1日
- 新潟市+西蒲原郡黒埼町=新潟市（編入）

2003年7月7日
- 新発田市+北蒲原郡豊浦町=新発田市（編入）

2004年3月1日
- 両津市+佐渡郡相川町+佐和田町+金井町+新穂村+畑野町+真野町+小木町+羽茂町+赤泊村=佐渡市（新設）

2004年4月1日
- 北蒲原郡安田町+京ヶ瀬村+水原町+笹神村=阿賀野市（新設/市制）

2004年11月1日
- 北魚沼郡堀之内町+小出町+湯之谷村+広神村+守門村+入広瀬村=魚沼市（新設/市制）
- 南魚沼郡六日町+大和町=南魚沼市（新設/市制）

2005年1月1日
- 上越市+東頸城郡安塚町+浦川原村+大島村+牧村+中頸城郡柿崎町+大潟町+頸城村+吉川町+中郷村+板倉町+清里村+三和村+西頸城郡名立町=上越市（編入）

2005年3月19日
- 糸魚川市+西頸城郡能生町+青海町=糸魚川市（新設）

2005年3月21日
- 新潟市+新津市+白根市+豊栄市+中蒲原郡小須戸町+横越町+亀田町+西蒲原郡岩室村+西川町+味方村+潟東村+月潟村+中之口村=新潟市（編入）

2005年4月1日
- 長岡市+南蒲原郡中之島町+三島郡越路町+三島町+古志郡山古志村+刈羽郡小国町=長岡市（編入）
- 十日町市+中魚沼郡川西町+中里村+東頸城郡松代町+松之山町=十日町市（新設）
- 新井市+中頸城郡妙高高原町+妙高村=妙高市（編入/改称）
- 東蒲原郡津川町+鹿瀬町+上川村+三川村=東蒲原郡阿賀町（新設）

2005年5月1日
- 三条市+南蒲原郡下田村+栄町=三条市（新設）
- 柏崎市+刈羽郡高柳町+西山町=柏崎市（編入）
- 新発田市+北蒲原郡加治川村+紫雲寺町=新発田市（編入）

2005年9月1日 
- 北蒲原郡中条町+黒川村=胎内市（新設/市制）

2005年10月1日
- 南魚沼市+南魚沼郡塩沢町=南魚沼市（編入）

2005年10月10日
- 新潟市+西蒲原郡巻町=新潟市（編入）

2006年1月1日
- 長岡市+栃尾市+三島郡与板町+和島村+寺泊町=長岡市（編入）
- 五泉市+中蒲原郡村松町=五泉市（新設）

2006年3月20日
- 燕市+西蒲原郡分水町+吉田町=燕市（新設）

2008年4月1日
- 村上市+岩船郡荒川町+神林村+朝日村+山北町=村上市（新設）

2010年3月31日
- 長岡市+北魚沼郡川口町=長岡市（編入）

### 富山県

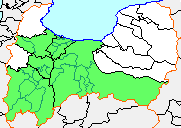
富山県

市町村数35（9市18町8村）→15（10市4町1村）
2004年11月1日
- 砺波市+東礪波郡庄川町=砺波市（新設）
- 東礪波郡城端町+平村+上平村+利賀村+井波町+井口村+福野町+西礪波郡福光町=南砺市（新設/市制）

2005年4月1日
- 富山市+上新川郡大沢野町+大山町+婦負郡八尾町+婦中町+山田村+細入村=富山市（新設）

2005年11月1日
- 高岡市+西礪波郡福岡町=高岡市（新設）
- 新湊市+射水郡小杉町+大門町+下村+大島町=射水市（新設）

2006年3月31日
- 黒部市+下新川郡宇奈月町=黒部市（新設）

### 石川県

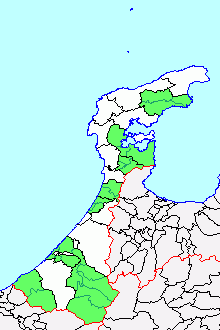
石川県

市町村数41（8市27町6村）→19（11市8町0村）
2004年3月1日
- 河北郡高松町+七塚町+宇ノ気町=かほく市（新設/市制）

2004年10月1日
- 七尾市+鹿島郡田鶴浜町+中島町+能登島町=七尾市（新設）

2005年2月1日
- 松任市+石川郡美川町+鶴来町+河内村+吉野谷村+鳥越村+尾口村+白峰村=白山市（新設）
- 能美郡根上町+寺井町+辰口町=能美市（新設/市制）

2005年3月1日
- 羽咋郡志雄町+押水町=羽咋郡宝達志水町（新設）
- 鹿島郡鳥屋町+鹿島町+鹿西町=鹿島郡中能登町（新設）
- 鳳至郡能都町+柳田村+珠洲郡内浦町=鳳珠郡（新設）能登町（新設）

2005年9月1日 
- 羽咋郡富来町+志賀町=羽咋郡志賀町（新設）

2005年10月1日
- 加賀市+江沼郡山中町=加賀市（新設）

2006年2月1日
- 輪島市+鳳珠郡門前町=輪島市（新設）

### 福井県

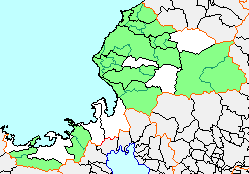
福井県

市町村数35（7市22町6村）→17（9市8町0村）
2004年3月1日
- 坂井郡芦原町+金津町=あわら市（新設/市制）

2005年1月1日
- 南条郡南条町+今庄町+河野村=南条郡南越前町（新設）

2005年2月1日
- 丹生郡朝日町+宮崎村+越前町+織田町=丹生郡越前町（新設）

2005年3月31日
- 三方郡三方町+遠敷郡上中町=三方上中郡（新設）若狭町（新設）

2005年10月1日
- 武生市+今立郡今立町=越前市（新設）

2005年11月7日
- 大野市+大野郡和泉村=大野市（編入）

2006年2月1日
- 福井市+足羽郡美山町+丹生郡越廼村+清水町=福井市（編入）

2006年2月13日
- 吉田郡松岡町+永平寺町+上志比村=吉田郡永平寺町（新設）

2006年3月3日
- 遠敷郡名田庄村+大飯郡大飯町=大飯郡おおい町（新設）

2006年3月20日
- 坂井郡三国町+丸岡町+春江町+坂井町=坂井市（新設/市制）

### 山梨県

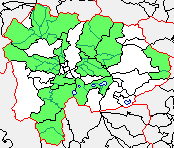
山梨県

市町村数64（7市37町20村）→27（13市8町6村）
2003年3月1日
- 南巨摩郡南部町+富沢町=南巨摩郡南部町（新設）

2003年4月1日
- 中巨摩郡八田村+白根町+芦安村+若草町+櫛形町+甲西町=南アルプス市（新設/市制）

2003年11月15日
- 南都留郡河口湖町+勝山村+足和田村=南都留郡富士河口湖町（新設）

2004年9月1日
- 中巨摩郡竜王町+敷島町+北巨摩郡双葉町=甲斐市（新設/市制）

2004年9月13日
- 西八代郡下部町+南巨摩郡中富町+身延町=南巨摩郡身延町（新設）

2004年10月12日
- 東山梨郡春日居町+東八代郡石和町+御坂町+一宮町+八代町+境川村=笛吹市（新設/市制）

2004年11月1日
- 北巨摩郡明野村+須玉町+高根町+長坂町+大泉村+白州町+武川村=北杜市（新設/市制）

2005年2月13日
- 南都留郡秋山村+北都留郡上野原町=上野原市（新設/市制）

2005年3月22日
- 山梨市+東山梨郡牧丘町+三富村=山梨市（新設）

2005年10月1日
- 西八代郡三珠町+市川大門町+六郷町=西八代郡市川三郷町（新設）

2005年11月1日
- 塩山市+東山梨郡勝沼町+大和村=甲州市（新設）

2006年2月20日
- 東八代郡豊富村+中巨摩郡玉穂町+田富町=中央市（新設/市制）

2006年3月1日
- 甲府市+東八代郡中道町+西八代郡上九一色村（梯・古関地区）=甲府市（編入）
- 西八代郡上九一色村（精進・本栖・富士ヶ嶺地区）+南都留郡富士河口湖町=南都留郡富士河口湖町（編入）

2006年3月15日
- 北杜市+北巨摩郡小淵沢町=北杜市（編入）

2006年8月1日
- 笛吹市+東八代郡芦川村=笛吹市（編入）

2010年3月8日
- 南巨摩郡増穂町+鰍沢町=南巨摩郡富士川町（新設）

### 長野県

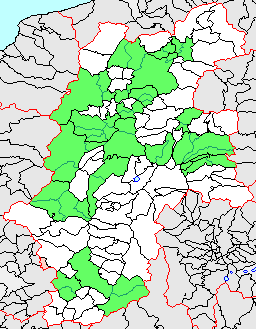
長野県

市町村数121（17市37町67村）→77（19市23町35村）
1993年7月1日
- 飯田市+下伊那郡上郷町=飯田市（編入）

2003年9月1日
- 更埴市+更級郡上山田町+埴科郡戸倉町=千曲市（新設）

2004年4月1日
- 北佐久郡北御牧村+小県郡東部町=東御市（新設/市制）

2005年1月1日
- 長野市+更級郡大岡村+上水内郡豊野町+戸隠村+鬼無里村=長野市（編入）

2005年3月20日
- 南佐久郡佐久町+八千穂村=南佐久郡佐久穂町（新設）

2005年4月1日
- 松本市+東筑摩郡四賀村+南安曇郡奈川村+安曇村+梓川村=松本市（編入）
- 中野市+下水内郡豊田村=中野市（新設）
- 塩尻市+木曽郡楢川村=塩尻市（編入）
- 佐久市+南佐久郡臼田町+北佐久郡望月町+浅科村=佐久市（新設）

2005年10月1日
- 飯田市+下伊那郡上村+南信濃村=飯田市（編入）
- 東筑摩郡明科町+南安曇郡豊科町+穂高町+三郷村+堀金村=安曇野市（新設/市制）
- 小県郡長門町+和田村=小県郡長和町（新設）
- 上水内郡牟礼村+三水村=上水内郡飯綱町（新設/町制）

2005年10月11日
- 東筑摩郡本城村+坂北村+坂井村=東筑摩郡筑北村（新設）

2005年11月1日
- 木曽郡木曽福島町+日義村+開田村+三岳村=木曽郡木曽町（新設）

2006年1月1日
- 大町市+北安曇郡八坂村+美麻村=大町市（編入）
- 下伊那郡阿智村+浪合村=下伊那郡阿智村（編入）

2006年3月6日
- 上田市+小県郡丸子町+真田町+武石村=上田市（新設）

2006年3月31日
- 伊那市+上伊那郡高遠町+長谷村=伊那市（新設）

2009年3月31日
- 下伊那郡清内路村+阿智村=下伊那郡阿智村（編入）

2010年1月1日
- 長野市+上水内郡信州新町+中条村=長野市（編入）

2010年3月31日
- 松本市+東筑摩郡波田町=松本市（編入）

### 岐阜県

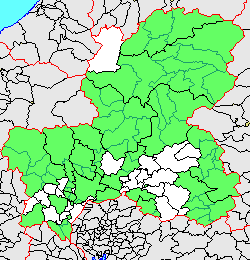
岐阜県

市町村数99（14市55町30村）→42（21市19町2村）
2003年4月1日
- 山県郡高富町+伊自良村+美山町=山県市（新設/市制）

2003年5月1日
- 本巣郡穂積町+巣南町=瑞穂市（新設/市制）

2004年2月1日
- 吉城郡古川町+河合村+宮川村+神岡町=飛騨市（新設/市制）
- 本巣郡本巣町+真正町+糸貫町+根尾村=本巣市（新設/市制）

2004年3月1日
- 郡上郡八幡町+大和町+白鳥町+高鷲村+美並村+明宝村+和良村=郡上市（新設/市制）
- 益田郡萩原町+小坂町+下呂町+金山町+馬瀬村=下呂市（新設/市制）

2004年10月25日
- 恵那市+恵那郡岩村町+山岡町+明智町+串原村+上矢作町=恵那市（新設）

2004年11月1日
- 各務原市+羽島郡川島町=各務原市（編入）

2005年1月31日
- 揖斐郡揖斐川町+谷汲村+春日村+久瀬村+藤橋村+坂内村=揖斐郡揖斐川町（新設）

2005年2月1日
- 高山市+大野郡丹生川村+清見村+荘川村+宮村+久々野町+朝日村+高根村+吉城郡国府町+上宝村=高山市（編入）

2005年2月7日
- 関市+武儀郡洞戸村+板取村+武芸川町+武儀町+上之保村=関市（編入）

2005年2月13日
- 中津川市+恵那郡坂下町+川上村+加子母村+付知町+福岡町+蛭川村+長野県木曽郡山口村（越境合併）=岐阜県中津川市（編入）

2005年3月28日
- 海津郡海津町+平田町+南濃町=海津市（新設/市制）

2005年5月1日
- 可児市+可児郡兼山町=可児市（編入）

2006年1月1日
- 岐阜市+羽島郡柳津町=岐阜市（編入）

2006年1月23日
- 多治見市+土岐郡笠原町=多治見市（編入）

2006年3月27日
- 大垣市+養老郡上石津町+安八郡墨俣町=大垣市（編入）

### 静岡県

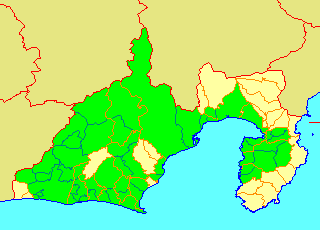
静岡県

市町村数75（21市49町5村）→35（23市12町0村）
1991年5月1日
- 浜松市+浜名郡可美村=浜松市（編入）

2003年4月1日
- 静岡市+清水市=静岡市（新設）

2004年4月1日
- 田方郡修善寺町+土肥町+天城湯ヶ島町+中伊豆町=伊豆市（新設/市制）
- 榛原郡御前崎町+小笠郡浜岡町=御前崎市（新設/市制）

2005年1月17日
- 小笠郡小笠町+菊川町=菊川市（新設/市制）

2005年4月1日
- 沼津市+田方郡戸田村=沼津市（編入）
- 磐田市+磐田郡福田町+竜洋町+豊田町+豊岡村=磐田市（新設）
- 掛川市+小笠郡大須賀町+大東町=掛川市（新設）
- 袋井市+磐田郡浅羽町=袋井市（新設）
- 田方郡伊豆長岡町+韮山町+大仁町=伊豆の国市（新設/市制）
- 賀茂郡西伊豆町+賀茂村=賀茂郡西伊豆町（新設）

2005年5月5日
- 島田市+榛原郡金谷町=島田市（新設）

2005年7月1日
- 浜松市+天竜市+浜北市+周智郡春野町+磐田郡龍山村+佐久間町+水窪町+浜名郡舞阪町+雄踏町+引佐郡細江町+引佐町+三ケ日町=浜松市（編入）

2005年9月20日
- 榛原郡中川根町+本川根町=榛原郡川根本町（新設）

2005年10月11日
- 榛原郡相良町+榛原町=牧之原市（新設/市制）

2006年3月31日
- 静岡市+庵原郡蒲原町=静岡市清水区（編入）

2008年4月1日
- 島田市+榛原郡川根町=島田市（編入）

2008年11月1日
- 静岡市+庵原郡由比町=静岡市清水区（編入）
- 富士市+庵原郡富士川町=富士市（編入）
- 焼津市+志太郡大井川町=焼津市（編入）

2009年1月1日
- 藤枝市+志太郡岡部町=藤枝市（編入）

2010年3月23日
- 富士宮市+富士郡芝川町=富士宮市（編入）
- 湖西市+浜名郡新居町=湖西市（編入）

### 愛知県

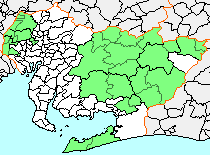
愛知県

市町村数88（30市47町11村）→54（38市14町2村）
2003年8月20日
- 渥美郡田原町+赤羽根町=田原市（編入/市制）

2005年4月1日
- 一宮市+尾西市+葉栗郡木曽川町=一宮市（編入）
- 豊田市+西加茂郡藤岡町+小原村+東加茂郡足助町+下山村+旭町+稲武町=豊田市（編入）
- 稲沢市+中島郡祖父江町+平和町=稲沢市（編入）
- 海部郡佐屋町+立田村+八開村+佐織町=愛西市（新設/市制）

2005年7月7日
- 西春日井郡西枇杷島町+清洲町+新川町=清須市（新設/市制）

2005年10月1日
- 新城市+南設楽郡鳳来町+作手村=新城市（新設）
- 田原市+渥美郡渥美町=田原市（編入）
- 北設楽郡設楽町+津具村=北設楽郡設楽町（新設）

2005年11月27日
- 北設楽郡豊根村+富山村=北設楽郡豊根村（編入）

2006年1月1日
- 岡崎市+額田郡額田町=岡崎市（編入）

2006年2月1日
- 豊川市+宝飯郡一宮町=豊川市（編入）

2006年3月20日
- 西春日井郡師勝町+西春町=北名古屋市（新設/市制）

2006年4月1日
- 海部郡十四山村+弥富町=弥富市（編入/市制）

2008年1月15日
- 豊川市+宝飯郡音羽町+御津町=豊川市（編入）

2009年10月1日
- 清須市+西春日井郡春日町=清須市（編入）

2010年2月1日
- 豊川市+宝飯郡小坂井町=豊川市（編入）

2010年3月22日
- 海部郡七宝町+美和町+甚目寺町=あま市（新設/市制）

2011年4月1日
- 西尾市+幡豆郡一色町+吉良町+幡豆町=西尾市（編入）

## 近畿地方

### 三重県

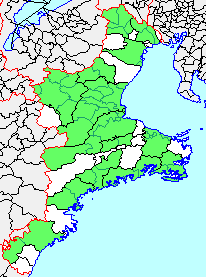
三重県

市町村数69（13市47町9村）→29（14市15町0村）
2003年12月1日
- 員弁郡北勢町+員弁町+大安町+藤原町=いなべ市（新設/市制）

2004年10月1日
- 志摩郡浜島町+大王町+志摩町+阿児町+磯部町=志摩市（新設/市制）

2004年11月1日
- 上野市+阿山郡伊賀町+島ヶ原村+阿山町+大山田村+名賀郡青山町=伊賀市（新設）

2004年12月6日
- 桑名市+桑名郡多度町+長島町=桑名市（新設）

2005年1月1日
- 松阪市+一志郡嬉野町+三雲町+飯南郡飯南町+飯高町=松阪市（新設）

2005年1月11日
- 亀山市+鈴鹿郡関町=亀山市（新設）

2005年2月7日
- 四日市市+三重郡楠町=四日市市（編入）

2005年2月14日
- 度会郡大宮町+紀勢町+大内山村=度会郡大紀町（新設）

2005年10月1日
- 度会郡南勢町+南島町=度会郡南伊勢町（新設）

2005年10月11日
- 北牟婁郡紀伊長島町+海山町=北牟婁郡紀北町（新設）

2005年11月1日
- 伊勢市+度会郡二見町+小俣町+御薗村=伊勢市（新設）
- 熊野市+南牟婁郡紀和町=熊野市（新設）

2006年1月1日
- 津市+久居市+安芸郡河芸町+芸濃町+美里村+安濃町+一志郡香良洲町+一志町+白山町+美杉村=津市（新設）
- 多気郡多気町+勢和村=多気郡多気町（新設）

2006年1月10日
- 多気郡大台町+宮川村=多気郡大台町（新設）
- 南牟婁郡紀宝町+鵜殿村=南牟婁郡紀宝町（新設）

### 滋賀県

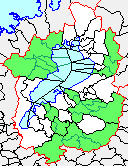
滋賀県

市町村数50（7市42町1村）→19（13市6町0村）
2004年10月1日
- 甲賀郡水口町+土山町+甲賀町+甲南町+信楽町=甲賀市（新設/市制）
- 野洲郡中主町+野洲町=野洲市（新設/市制）
- 甲賀郡石部町+甲西町=湖南市（新設/市制）

2005年1月1日
- 高島郡マキノ町+今津町+朽木村+安曇川町+高島町+新旭町=高島市（新設/市制）

2005年2月11日
- 八日市市+神崎郡永源寺町+五個荘町+愛知郡愛東町+湖東町=東近江市（新設）

2005年2月14日
- 坂田郡山東町+伊吹町+米原町=米原市（新設/市制）

2005年10月1日
- 米原市+坂田郡近江町=米原市（編入）

2006年1月1日
- 東近江市+蒲生郡蒲生町+神崎郡能登川町=東近江市（編入）

2006年2月13日
- 長浜市+東浅井郡浅井町+びわ町=長浜市（新設）
- 愛知郡秦荘町+愛知川町=愛知郡愛荘町（新設）

2006年3月20日
- 大津市+滋賀郡志賀町=大津市（編入）

2010年1月1日
- 長浜市+東浅井郡虎姫町+湖北町+伊香郡高月町+木之本町+余呉町+西浅井町=長浜市（編入）

2010年3月21日
- 近江八幡市+蒲生郡安土町=近江八幡市（新設）

### 京都府
市町村数44（11市32町1村）→26（15市10町1村）
2004年4月1日
- 中郡峰山町+大宮町+竹野郡網野町+丹後町+弥栄町+熊野郡久美浜町=京丹後市（新設/市制）

2005年4月1日
- 京都市+北桑田郡京北町=京都市右京区（編入）

2005年10月11日
- 船井郡丹波町+瑞穂町+和知町=船井郡京丹波町（新設）

2006年1月1日
- 福知山市+天田郡三和町+夜久野町+加佐郡大江町=福知山市（編入）
- 北桑田郡美山町+船井郡園部町+八木町+日吉町=南丹市（新設/市制）

2006年3月1日
- 与謝郡加悦町+岩滝町+野田川町=与謝郡与謝野町（新設）

2007年3月12日
- 相楽郡山城町+木津町+加茂町=木津川市（新設/市制）

### 大阪府
市町村数44（32市11町1村）→43（33市9町1村）
2005年2月1日
- 堺市+南河内郡美原町=堺市（編入）

### 兵庫県

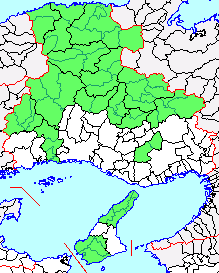
兵庫県

市町村数91（21市70町0村）→41（29市12町0村）
1999年4月1日
- 多紀郡篠山町+西紀町+丹南町+今田町=篠山市（現・丹波篠山市。新設/市制）

2004年4月1日
- 養父郡八鹿町+養父町+大屋町+関宮町=養父市（新設/市制）

2004年11月1日
- 氷上郡柏原町+氷上町+青垣町+春日町+山南町+市島町=丹波市（新設/市制）

2005年1月11日
- 三原郡緑町+西淡町+三原町+南淡町=南あわじ市（新設/市制）

2005年4月1日
- 豊岡市+城崎郡城崎町+竹野町+日高町+出石郡出石町+但東町=豊岡市（新設）
- 朝来郡生野町+和田山町+山東町+朝来町=朝来市（新設/市制）
- 津名郡津名町+淡路町+北淡町+一宮町+東浦町=淡路市（新設/市制）
- 宍粟郡山崎町+一宮町+波賀町+千種町=宍粟市（新設/市制）
- 城崎郡香住町+美方郡村岡町+美方町=美方郡香美町（新設）

2005年10月1日
- 西脇市+多可郡黒田庄町=西脇市（新設）
- 龍野市+揖保郡新宮町+揖保川町+御津町=たつの市（新設）
- 佐用郡佐用町+上月町+南光町+三日月町=佐用郡佐用町（新設）
- 美方郡浜坂町+温泉町=美方郡新温泉町（新設）

2005年10月24日
- 三木市+美嚢郡吉川町=三木市（編入）

2005年11月1日
- 多可郡中町+加美町+八千代町=多可郡多可町（新設）

2005年11月7日
- 神崎郡神崎町+大河内町=神崎郡神河町（新設）

2006年2月11日
- 洲本市+津名郡五色町=洲本市（新設）

2006年3月20日
- 加東郡社町+滝野町+東条町=加東市（新設/市制）

2006年3月27日
- 姫路市+飾磨郡家島町+夢前町+神崎郡香寺町+宍粟郡安富町=姫路市（編入）

### 奈良県

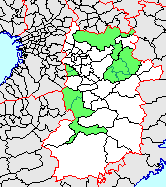
奈良県

市町村数47（9市21町17村）→39（12市15町12村）
2004年10月1日
- 北葛城郡新庄町+當麻町=葛城市（新設/市制）

2005年4月1日
- 奈良市+添上郡月ヶ瀬村+山辺郡都祁村=奈良市（編入）

2005年9月25日
- 五條市+吉野郡西吉野村+大塔村=五條市（編入）

2006年1月1日
- 宇陀郡大宇陀町+菟田野町+榛原町+室生村=宇陀市（新設/市制）

### 和歌山県

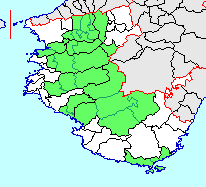
和歌山県

市町村数50（7市36町7村）→30（9市20町1村）
2004年10月1日
- 日高郡南部川村+南部町=みなべ町（新設）

2005年4月1日
- 海南市+海草郡下津町=海南市（新設）
- 西牟婁郡串本町+東牟婁郡古座町=東牟婁郡串本町（新設）

2005年5月1日
- 田辺市+日高郡龍神村+西牟婁郡中辺路町+大塔村+東牟婁郡本宮町=田辺市（新設）
- 日高郡川辺町+中津村+美山村=日高川町（新設）

2005年10月1日
- 新宮市+東牟婁郡熊野川町=新宮市（新設）
- 伊都郡かつらぎ町+花園村=伊都郡かつらぎ町（編入）

2005年11月7日
- 那賀郡打田町+粉河町+那賀町+桃山町+貴志川町=紀の川市（新設/市制）

2006年1月1日
- 海草郡野上町+美里町=海草郡紀美野町（新設）
- 有田郡吉備町+金屋町+清水町=有田郡有田川町（新設）

2006年3月1日
- 橋本市+伊都郡高野口町=橋本市（新設）
- 西牟婁郡白浜町+日置川町=西牟婁郡白浜町（新設）

## 中国地方

### 鳥取県
市町村数39（4市31町4村）→19（4市14町1村）
2004年9月1日
- 東伯郡東伯町+赤碕町=東伯郡琴浦町（新設）

2004年10月1日
- 東伯郡羽合町+泊村+東郷町=東伯郡湯梨浜町（新設）
- 西伯郡西伯町+会見町=西伯郡南部町（新設）

2004年11月1日
- 鳥取市+岩美郡国府町+福部村+八頭郡河原町+用瀬町+佐治村+気高郡気高町+鹿野町+青谷町=鳥取市（編入）

2005年1月1日
- 西伯郡岸本町+日野郡溝口町=西伯郡伯耆町（新設）

2005年3月22日 
- 倉吉市+東伯郡関金町=倉吉市（編入）

2005年3月28日
- 西伯郡大山町+名和町+中山町=西伯郡大山町（新設）

2005年3月31日 
- 米子市+西伯郡淀江町=米子市（新設）
- 八頭郡郡家町+船岡町+八東町=八頭郡八頭町（新設）

2005年10月1日
- 東伯郡北条町+大栄町=東伯郡北栄町（新設）

### 島根県

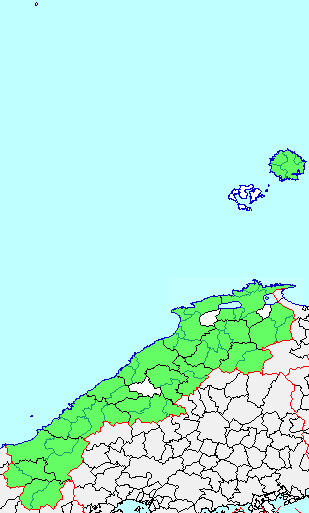
島根県

市町村数59（8市41町10村）→19（8市10町1村）
2004年10月1日
- 安来市+能義郡広瀬町+伯太町=安来市（新設）
- 江津市+邑智郡桜江町=江津市（編入）
- 邑智郡邑智町+大和村=邑智郡美郷町（新設）
- 邑智郡羽須美村+瑞穂町+石見町=邑智郡邑南町（新設）
- 隠岐郡西郷町+布施村+五箇村+都万村=隠岐郡隠岐の島町（新設）

2004年11月1日
- 益田市+美濃郡美都町+匹見町=益田市（編入）
- 大原郡大東町+加茂町+木次町+飯石郡三刀屋町+吉田村+掛合町=雲南市（新設/市制）

2005年1月1日
- 飯石郡頓原町+赤来町=飯石郡飯南町（新設）

2005年3月22日 
- 出雲市+平田市+簸川郡佐田町+多伎町+湖陵町+大社町=出雲市（新設）

2005年3月31日 
- 松江市+八束郡鹿島町+島根町+美保関町+八雲村+玉湯町+宍道町+八束町=松江市（新設）
- 仁多郡仁多町+横田町=仁多郡奥出雲町（新設）

2005年9月25日
- 鹿足郡津和野町+日原町=鹿足郡津和野町（新設）

2005年10月1日
- 浜田市+那賀郡金城町+旭町+弥栄村+三隅町=浜田市（新設）
- 大田市+邇摩郡温泉津町+仁摩町=大田市（新設）
- 鹿足郡柿木村+六日市町=鹿足郡吉賀町（新設）

2011年8月1日
- 松江市+八束郡東出雲町=松江市（編入）

2011年10月1日
- 出雲市+簸川郡斐川町=出雲市（編入）

### 岡山県

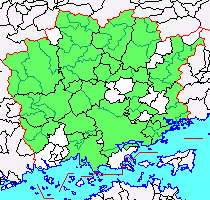
岡山県

市町村数78（10市56町12村）→27（15市10町2村）
2004年10月1日
- 高梁市+上房郡有漢町+川上郡成羽町+川上町+備中町=高梁市（新設）
- 御津郡加茂川町+上房郡賀陽町=加賀郡（新設）吉備中央町（新設）

2004年11月1日
- 邑久郡牛窓町+邑久町+長船町=瀬戸内市（新設/市制）

2005年2月28日
- 津山市+苫田郡加茂町+阿波村+勝田郡勝北町+久米郡久米町=津山市（編入）

2005年3月1日
- 井原市+小田郡美星町+後月郡芳井町=井原市（編入）
- 苫田郡富村+奥津町+上齋原村+鏡野町=苫田郡鏡野町（新設）

2005年3月7日
- 赤磐郡山陽町+赤坂町+熊山町+吉井町=赤磐市（新設/市制）

2005年3月22日
- 岡山市+御津郡御津町+児島郡灘崎町=岡山市（編入）
- 総社市+都窪郡山手村+清音村=総社市（新設）
- 備前市+和気郡日生町+吉永町=備前市（新設）
- 久米郡中央町+旭町+柵原町=久米郡美咲町（新設）

2005年3月31日 
- 新見市+阿哲郡大佐町+神郷町+哲多町+哲西町=新見市（新設）
- 上房郡北房町+真庭郡勝山町+落合町+湯原町+久世町+美甘村+川上村+八束村+中和村=真庭市（新設/市制）
- 勝田郡勝田町+英田郡大原町+東粟倉村+美作町+作東町+英田町=美作市（新設/市制）

2005年8月1日
- 倉敷市+浅口郡船穂町+吉備郡真備町=倉敷市（編入）

2006年3月1日
- 和気郡佐伯町+和気町=和気郡和気町（新設）

2006年3月21日
- 浅口郡金光町+鴨方町+寄島町=浅口市（新設/市制）

2007年1月22日
- 岡山市+御津郡建部町+赤磐郡瀬戸町=岡山市（編入）

### 広島県
市町村数86（13市67町6村）→23（14市9町0村）
2003年2月3日
- 福山市+沼隈郡内海町+芦品郡新市町=福山市（編入）

2003年3月1日
- 廿日市市+佐伯郡佐伯町+吉和村=廿日市市（編入）

2003年4月1日
- 呉市+安芸郡下蒲刈町=呉市（編入）
- 豊田郡大崎町+東野町+木江町=豊田郡大崎上島町（新設）

2004年3月1日
- 高田郡吉田町+八千代町+美土里町+高宮町+甲田町+向原町=安芸高田市（新設/市制）

2004年4月1日
- 呉市+豊田郡川尻町=呉市（編入）
- 府中市+甲奴郡上下町=府中市（編入）
- 三次市+甲奴郡甲奴町+双三郡君田村+布野村+作木村+吉舎町+三良坂町+三和町=三次市（新設）

2004年10月1日
- 山県郡加計町+筒賀村+戸河内町=山県郡安芸太田町（新設）
- 世羅郡甲山町+世羅町+世羅西町=世羅郡世羅町（新設）

2004年11月1日
- 安芸郡江田島町+佐伯郡能美町+沖美町+大柿町=江田島市（新設/市制）

2004年11月5日
- 神石郡油木町+神石町+豊松村+三和町=神石郡神石高原町（新設）

2005年2月1日
- 福山市+沼隈郡沼隈町=福山市（編入）
- 山県郡芸北町+大朝町+千代田町+豊平町=山県郡北広島町（新設）

2005年2月7日
- 東広島市+賀茂郡黒瀬町+福富町+豊栄町+河内町+豊田郡安芸津町=東広島市（編入）

2005年3月20日 
- 呉市+安芸郡音戸町+倉橋町+蒲刈町+豊田郡安浦町+豊浜町+豊町=呉市（編入）

2005年3月22日
- 三原市+賀茂郡大和町+豊田郡本郷町+御調郡久井町=三原市（新設）

2005年3月28日
- 尾道市+御調郡御調町+向島町=尾道市（編入）

2005年3月31日
- 庄原市+甲奴郡総領町+比婆郡西城町+東城町+口和町+高野町+比和町=庄原市（新設）

2005年4月25日
- 広島市+佐伯郡湯来町=広島市佐伯区（編入）

2005年11月3日
- 廿日市市+佐伯郡大野町+宮島町=廿日市市（編入）

2006年1月10日
- 尾道市+因島市+豊田郡瀬戸田町=尾道市（編入）

2006年3月1日
- 福山市+深安郡神辺町=福山市（編入）

### 山口県

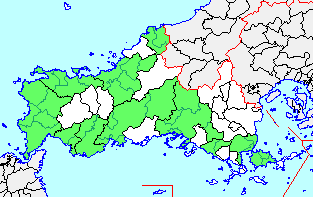
山口県

市町村数56（14市37町5村）→19（13市6町0村）
2003年4月21日
- 徳山市+新南陽市+熊毛郡熊毛町+都濃郡鹿野町=周南市（新設）

2004年10月1日
- 大島郡久賀町+大島町+東和町+橘町=大島郡周防大島町（新設）

2004年10月4日
- 光市+熊毛郡大和町=光市（新設）

2004年11月1日
- 宇部市+厚狭郡楠町=宇部市（編入）

2005年2月13日
- 下関市+豊浦郡菊川町+豊田町+豊浦町+豊北町=下関市（新設）

2005年2月21日
- 柳井市+玖珂郡大畠町=柳井市（新設）

2005年3月6日
- 萩市+阿武郡川上村+田万川町+むつみ村+須佐町+旭村+福栄村=萩市（新設）

2005年3月22日 
- 長門市+大津郡三隅町+日置町+油谷町=長門市（新設）
- 小野田市+厚狭郡山陽町=山陽小野田市（新設）

2005年10月1日
- 山口市+佐波郡徳地町+吉敷郡秋穂町+小郡町+阿知須町=山口市（新設）

2006年3月20日
- 岩国市+玖珂郡由宇町+玖珂町+本郷村+周東町+錦町+美川町+美和町=岩国市（新設）

2008年3月21日 
- 美祢市+美祢郡美東町+秋芳町=美祢市（新設）

2010年1月16日
- 山口市+阿武郡阿東町=山口市（編入）

## 四国地方

### 徳島県
市町村数50（4市38町8村）→24（8市15町1村）
2004年10月1日
- 麻植郡鴨島町+川島町+山川町+美郷村=吉野川市（新設/市制）

2005年3月1日
- 美馬郡脇町+美馬町+穴吹町+木屋平村=美馬市（新設/市制）
- 那賀郡鷲敷町+相生町+上那賀町+木沢村+木頭村=那賀郡那賀町（新設）
- 美馬郡半田町+貞光町+一宇村=美馬郡つるぎ町（新設）

2005年4月1日 
- 板野郡吉野町+土成町+阿波郡市場町+阿波町=阿波市（新設/市制）

2006年3月1日
- 三好郡三野町+池田町+山城町+井川町+東祖谷山村+西祖谷山村=三好市（新設/市制）
- 三好郡三好町+三加茂町=三好郡東みよし町（新設）

2006年3月20日
- 阿南市+那賀郡那賀川町+羽ノ浦町=阿南市（編入）

2006年3月31日
- 海部郡由岐町+日和佐町=海部郡美波町（新設）
- 海部郡海南町+海部町+宍喰町=海部郡海陽町（新設）

### 香川県
市町村数43（5市38町0村）→17（8市9町0村）
2002年4月1日
- 大川郡津田町+大川町+志度町+寒川町+長尾町=さぬき市（新設/市制）

2003年4月1日
- 大川郡引田町+白鳥町+大内町=東かがわ市（新設/市制）

2005年3月22日
- 丸亀市+綾歌郡綾歌町+飯山町=丸亀市（新設）

2005年9月26日
- 高松市+香川郡塩江町=高松市（編入）

2005年10月11日
- 観音寺市+三豊郡大野原町+豊浜町=観音寺市（新設）

2006年1月1日
- 三豊郡高瀬町+山本町+三野町+豊中町+詫間町+仁尾町+財田町=三豊市（新設/市制）

2006年1月10日
- 高松市+木田郡牟礼町+庵治町+香川郡香川町+香南町+綾歌郡国分寺町=高松市（編入）

2006年3月20日
- 仲多度郡琴南町+満濃町+仲南町=仲多度郡まんのう町（新設）

2006年3月21日
- 小豆郡内海町+池田町=小豆郡小豆島町（新設）
- 綾歌郡綾上町+綾南町=綾歌郡綾川町（新設）

### 愛媛県
市町村数70（12市44町14村）→20（11市9町0村）
2003年4月1日
- 新居浜市+宇摩郡別子山村=新居浜市（編入）

2004年4月1日
- 川之江市+伊予三島市+宇摩郡新宮村+土居町=四国中央市（新設）
- 西宇和郡三瓶町+東宇和郡明浜町+宇和町+野村町+城川町=西予市（新設/市制）

2004年8月1日
- 上浮穴郡久万町+面河村+美川村+柳谷村=上浮穴郡久万高原町（新設）

2004年9月21日
- 温泉郡重信町+川内町=東温市（新設/市制）

2004年10月1日
- 越智郡魚島村+弓削町+生名村+岩城村=越智郡上島町（新設）
- 南宇和郡内海村+御荘町+城辺町+一本松町+西海町=南宇和郡愛南町（新設）

2004年11月1日
- 西条市+東予市+周桑郡小松町+丹原町=西条市（新設）

2005年1月1日
- 松山市+北条市+温泉郡中島町=松山市（編入）
- 伊予郡砥部町+広田村=伊予郡砥部町（新設）
- 上浮穴郡小田町+喜多郡内子町+五十崎町=喜多郡内子町（新設）
- 北宇和郡広見町+日吉村=北宇和郡鬼北町（新設）

2005年1月11日
- 大洲市+喜多郡長浜町+肱川町+河辺村=大洲市（新設）

2005年1月16日 
- 今治市+越智郡朝倉村+玉川町+波方町+大西町+菊間町+吉海町+宮窪町+伯方町+上浦町+大三島町+関前村=今治市（新設）

2005年3月28日
- 八幡浜市+西宇和郡保内町=八幡浜市（新設）

2005年4月1日 
- 伊予市+伊予郡中山町+双海町=伊予市（新設）
- 西宇和郡伊方町+瀬戸町+三崎町=西宇和郡伊方町（新設）

2005年8月1日
- 宇和島市+北宇和郡吉田町+三間町+津島町=宇和島市（新設）

### 高知県
市町村数53（9市25町19村）→34（11市17町6村）
2004年10月1日
- 土佐郡本川村+吾川郡伊野町+吾北村=吾川郡いの町（新設）

2005年1月1日
- 高知市+土佐郡鏡村+土佐山村=高知市（編入）

2005年2月1日
- 高岡郡東津野村+葉山村=高岡郡津野町（新設/町制）

2005年4月10日
- 中村市+幡多郡西土佐村=四万十市（新設）

2005年8月1日
- 吾川郡池川町+吾川村+高岡郡仁淀村=吾川郡仁淀川町（新設）

2006年1月1日
- 高岡郡中土佐町+大野見村=高岡郡中土佐町（新設）

2006年3月1日
- 香美郡赤岡町+香我美町+野市町+夜須町+吉川村=香南市（新設/市制）
- 香美郡土佐山田町+香北町+物部村=香美市（新設/市制）

2006年3月20日
- 高岡郡窪川町+幡多郡大正町+十和村=高岡郡四万十町（新設）
- 幡多郡佐賀町+大方町=幡多郡黒潮町（新設）

2008年1月1日
- 高知市+吾川郡春野町=高知市（編入）

## 九州地方

### 福岡県
市町村数97（22市67町8村）→60（28市30町2村）
2003年4月1日
- 宗像市+宗像郡玄海町=宗像市（新設）

2005年1月24日
- 宗像郡福間町+津屋崎町=福津市（新設/市制）

2005年2月5日
- 久留米市+浮羽郡田主丸町+三井郡北野町+三潴郡城島町+三潴町=久留米市（編入）

2005年3月20日
- 浮羽郡吉井町+浮羽町=うきは市（新設/市制）

2005年3月21日
- 柳川市+山門郡大和町+三橋町=柳川市（新設）

2005年3月22日
- 朝倉郡三輪町+夜須町=朝倉郡筑前町（新設）

2005年3月28日
- 宗像市+宗像郡大島村=宗像市（編入）
- 朝倉郡小石原村+宝珠山村=朝倉郡東峰村（新設）

2005年10月11日
- 築上郡新吉富村+大平村=築上郡上毛町（新設/町制）

2006年1月10日
- 築上郡椎田町+築城町=築上郡築上町（新設）

2006年2月11日
- 鞍手郡宮田町+若宮町=宮若市（新設/市制）

2006年3月6日
- 田川郡金田町+赤池町+方城町=田川郡福智町（新設）

2006年3月20日
- 甘木市+朝倉郡杷木町+朝倉町=朝倉市（新設）
- 京都郡犀川町+勝山町+豊津町=京都郡みやこ町（新設）

2006年3月26日
- 飯塚市+嘉穂郡筑穂町+穂波町+庄内町+頴田町=飯塚市（新設）

2006年3月27日
- 山田市+嘉穂郡稲築町+碓井町+嘉穂町=嘉麻市（新設）

2006年10月1日
- 八女市+八女郡上陽町=八女市（編入）

2007年1月29日
- 山門郡瀬高町+山川町+三池郡高田町=みやま市（新設/市制）

2010年1月1日
- 前原市+糸島郡二丈町+志摩町=糸島市（新設）

2010年2月1日
- 八女市+八女郡黒木町+立花町+矢部村+星野村=八女市（編入）

### 佐賀県
市町村数49（7市36町6村）→20（10市10町0村）
2005年1月1日
- 唐津市+東松浦郡浜玉町+厳木町+相知町+北波多村+肥前町+鎮西町+呼子町=唐津市（新設）
- 杵島郡白石町+福富町+有明町=杵島郡白石町（新設）

2005年3月1日
- 小城郡小城町+三日月町+牛津町+芦刈町=小城市（新設/市制）
- 三養基郡中原町+北茂安町+三根町=三養基郡みやき町（新設）

2005年10月1日
- 佐賀市+佐賀郡諸富町+大和町+富士町+神埼郡三瀬村=佐賀市（新設）

2006年1月1日
- 唐津市+東松浦郡七山村=唐津市（編入）
- 藤津郡塩田町+嬉野町=嬉野市（新設/市制）

2006年3月1日
- 武雄市+杵島郡山内町+北方町=武雄市（新設）
- 神埼郡三田川町+東脊振村=神埼郡吉野ヶ里町（新設）
- 西松浦郡有田町+西有田町=西松浦郡有田町（新設）

2006年3月20日
- 神埼郡神埼町+千代田町+脊振村=神埼市（新設/市制）

2007年10月1日
- 佐賀市+佐賀郡川副町+東与賀町+久保田町=佐賀市（編入）

### 長崎県
市町村数79（8市70町1村）→21（13市8町0村）
2004年3月1日
- 下県郡厳原町+美津島町+豊玉町+上県郡峰町+上県町+上対馬町=対馬市（新設/市制）
- 壱岐郡郷ノ浦町+勝本町+芦辺町+石田町=壱岐市（新設/市制）

2004年8月1日
- 福江市+南松浦郡富江町+玉之浦町+三井楽町+岐宿町+奈留町=五島市（新設）
- 南松浦郡若松町+上五島町+新魚目町+有川町+奈良尾町=南松浦郡新上五島町（新設）

2005年1月4日
- 長崎市+西彼杵郡香焼町+伊王島町+高島町+野母崎町+三和町+外海町=長崎市（編入）

2005年3月1日
- 諫早市+西彼杵郡多良見町+北高来郡森山町+飯盛町+高来町+小長井町=諫早市（新設）

2005年4月1日 
- 佐世保市+北松浦郡吉井町+世知原町=佐世保市（編入）
- 西彼杵郡西彼町+西海町+大島町+崎戸町+大瀬戸町=西海市（新設/市制）

2005年10月1日
- 平戸市+北松浦郡大島村+生月町+田平町=平戸市（新設）

2005年10月11日
- 南高来郡国見町+瑞穂町+吾妻町+愛野町+千々石町+小浜町+南串山町=雲仙市（新設/市制）

2006年1月1日
- 島原市+南高来郡有明町=島原市（編入）
- 松浦市+北松浦郡福島町+鷹島町=松浦市（新設）

2006年1月4日
- 長崎市+西彼杵郡琴海町=長崎市（編入）

2006年3月31日
- 佐世保市+北松浦郡宇久町+小佐々町=佐世保市（編入）
- 南高来郡加津佐町+口之津町+南有馬町+北有馬町+西有家町+有家町+布津町+深江町=南島原市（新設/市制）

2010年3月31日
- 佐世保市+北松浦郡江迎町+鹿町町=佐世保市（編入）

### 熊本県
市町村数98（11市66町21村）→45（14市23町8村）
1991年2月1日
- 熊本市+飽託郡北部町+河内町+飽田町+天明町=熊本市（編入）

2003年4月1日
- 球磨郡上村+免田町+岡原村+須恵村+深田村=球磨郡あさぎり町（新設）

2004年3月31日
- 天草郡大矢野町+松島町+姫戸町+龍ヶ岳町=上天草市（新設/市制）

2004年11月1日
- 下益城郡中央町+砥用町=下益城郡美里町（新設）

2005年1月1日
- 葦北郡田浦町+芦北町=葦北郡芦北町（新設）

2005年1月15日
- 山鹿市+鹿本郡鹿北町+菊鹿町+鹿本町+鹿央町=山鹿市（新設）
- 宇土郡三角町+不知火町+下益城郡松橋町+小川町+豊野町=宇城市（新設/市制）

2005年2月11日
- 阿蘇郡一の宮町+阿蘇町+波野村=阿蘇市（新設/市制）
- 阿蘇郡蘇陽町+上益城郡矢部町+清和村=上益城郡山都町（新設）

2005年2月13日
- 阿蘇郡白水村+久木野村+長陽村=阿蘇郡南阿蘇村（新設）

2005年3月22日
- 菊池市+菊池郡七城町+旭志村+泗水町=菊池市（新設）

2005年8月1日
- 八代市+八代郡坂本村+千丁町+鏡町+東陽村+泉村=八代市（新設）

2005年10月1日
- 八代郡竜北町+宮原町=八代郡氷川町（新設）

2005年10月3日
- 玉名市+玉名郡岱明町+横島町+天水町=玉名市（新設）

2006年2月27日
- 菊池郡合志町+西合志町=合志市（新設/市制）

2006年3月1日
- 玉名郡菊水町+三加和町=玉名郡和水町（新設）

2006年3月27日
- 本渡市+牛深市+天草郡有明町+御所浦町+倉岳町+栖本町+新和町+五和町+天草町+河浦町=天草市（新設）

2008年10月6日
- 熊本市+下益城郡富合町=熊本市（編入）

2010年3月23日
- 熊本市+下益城郡城南町+鹿本郡植木町=熊本市（編入）

### 大分県
市町村数58（11市36町11村）→18（14市3町1村）
2005年1月1日
- 大分市+大分郡野津原町+北海部郡佐賀関町=大分市（編入）
- 臼杵市+大野郡野津町=臼杵市（新設）

2005年3月1日
- 中津市+下毛郡三光村+本耶馬渓町+耶馬溪町+山国町=中津市（編入）

2005年3月3日
- 佐伯市+南海部郡上浦町+弥生町+本匠村+宇目町+直川村+鶴見町+米水津村+蒲江町=佐伯市（新設）

2005年3月22日
- 日田市+日田郡前津江村+中津江村+上津江村+大山町+天瀬町=日田市（編入）

2005年3月31日 
- 豊後高田市+西国東郡真玉町+香々地町=豊後高田市（新設）
- 宇佐市+宇佐郡院内町+安心院町=宇佐市（新設）
- 大野郡三重町+清川村+緒方町+朝地町+大野町+千歳村+犬飼町=豊後大野市（新設/市制）

2005年4月1日 
- 竹田市+直入郡荻町+久住町+直入町=竹田市（新設）

2005年10月1日
- 杵築市+西国東郡大田村+速見郡山香町=杵築市（新設）
- 大分郡挾間町+庄内町+湯布院町=由布市（新設/市制）

2006年3月31日
- 東国東郡国見町+国東町+武蔵町+安岐町=国東市（新設/市制）

### 宮崎県
市町村数44（9市28町7村）→26（9市14町3村）
2006年1月1日
- 宮崎市+宮崎郡田野町+佐土原町+東諸県郡高岡町=宮崎市（編入）
- 都城市+北諸県郡山之口町+高城町+山田町+高崎町=都城市（新設）
- 東臼杵郡南郷村+西郷村+北郷村=東臼杵郡美郷町（新設/町制）

2006年2月20日
- 延岡市+東臼杵郡北方町+北浦町=延岡市（編入）

2006年2月25日
- 日向市+東臼杵郡東郷町=日向市（編入）

2006年3月20日
- 小林市+西諸県郡須木村=小林市（新設）

2007年3月31日
- 延岡市+東臼杵郡北川町=延岡市（編入）

2009年3月30日
- 日南市+南那珂郡北郷町+南郷町=日南市（新設）

2010年3月23日
- 宮崎市+宮崎郡清武町=宮崎市（編入）
- 小林市+西諸県郡野尻町=小林市（編入）

### 鹿児島県
市町村数96（14市73町9村）→43（19市20町4村）
2004年10月12日
- 川内市+薩摩郡樋脇町+入来町+東郷町+祁答院町+里村+上甑村+下甑村+鹿島村=薩摩川内市（新設）

2004年11月1日
- 鹿児島市+鹿児島郡吉田町+桜島町+揖宿郡喜入町+日置郡松元町+郡山町=鹿児島市（編入）

2005年3月22日
- 薩摩郡宮之城町+鶴田町+薩摩町=薩摩郡さつま町（新設）
- 姶良郡栗野町+吉松町=姶良郡湧水町（新設）
- 肝属郡大根占町+田代町=肝属郡錦江町（新設）

2005年3月31日
- 肝属郡根占町+佐多町=肝属郡南大隅町（新設）

2005年5月1日
- 日置郡東市来町+伊集院町+日吉町+吹上町=日置市（新設/市制）

2005年7月1日
- 曽於郡大隅町+財部町+末吉町=曽於市（新設/市制）
- 肝属郡内之浦町+高山町=肝属郡肝付町（新設）

2005年10月11日
- 串木野市+日置郡市来町=いちき串木野市（新設）

2005年11月7日
- 国分市+姶良郡溝辺町+横川町+牧園町+霧島町+隼人町+福山町=霧島市（新設）
- 加世田市+川辺郡笠沙町+大浦町+坊津町+日置郡金峰町=南さつま市（新設）

2006年1月1日
- 鹿屋市+曽於郡輝北町+肝属郡串良町+吾平町=鹿屋市（新設）
- 指宿市+揖宿郡山川町+開聞町=指宿市（新設）
- 曽於郡松山町+志布志町+有明町=志布志市（新設/市制）

2006年3月13日
- 出水市+出水郡野田町+高尾野町=出水市（新設）

2006年3月20日
- 名瀬市+大島郡住用村+笠利町=奄美市（新設）
- 出水郡東町+長島町=出水郡長島町（新設）

2007年10月1日
- 熊毛郡上屋久町+屋久町=熊毛郡屋久島町（新設）

2007年12月1日
- 揖宿郡頴娃町+川辺郡知覧町+川辺町=南九州市（新設/市制）

2008年11月1日
- 大口市+伊佐郡菱刈町=伊佐市（新設）

2010年3月23日
- 姶良郡加治木町+姶良町+蒲生町=姶良市（新設/市制）

### 沖縄県
市町村数53（10市15町28村）→41（11市11町19村）
2002年4月1日
- 島尻郡仲里村+具志川村=島尻郡久米島町（新設/町制）

2005年4月1日
- 石川市+具志川市+中頭郡与那城町+勝連町=うるま市（新設）

2005年10月1日
- 平良市+宮古郡城辺町+下地町+上野村+伊良部町=宮古島市（新設）

2006年1月1日
- 島尻郡玉城村+知念村+佐敷町+大里村=南城市（新設/市制）
- 島尻郡東風平町+具志頭村=島尻郡八重瀬町（新設）